# Je sors acheter des cigarettes
Je sors acheter des cigarettes es un cortometraje animado de 2018 dirigido por Osman Cerfon. La película ha sido nominada y galardonada en múltiples festivales como el Locarno Festival de cine Internacional y el Animator Festival de cine Animado Internacional donde recibió el Gran Premio del Jurado calificándolo para los Premios Oscar 2020.
Estuvo igualmente nominado en la 47.ª edición de los Annie Awards en la categoría de Mejor Argumento de un Corto Animado y en la 45ª edición de los Premios César.

## Argumento
Jonathan, doce años, vive con su hermana, su madre y unos hombres. Todos esos hombres tienen la misma cara y anidan en los armarios, cajones, el mueble de la televisión...

## Premios y nominaciones
Desde su lanzamiento la película ha sido seleccionada en más de 140 festivales en todo el mundo.
| Año  | Festivales                                                  | Categoría/de premio                                        | Estado         |
| ---- | ----------------------------------------------------------- | ---------------------------------------------------------- | -------------- |
| 2018 | Festival Internacional de Locarno                           | Competición internacional                                  | Nominado       |
| 2018 | Festival Internacional de Locarno                           | Medien Patente Verwaltung AG Premio                        | Ganador        |
| 2019 | IndieLisboa Festival Internacional de cine Independiente    | Competición internacional                                  | Nominado       |
| 2019 | Festival Anima                                              | Premio de Jurado especial                                  | Ganador        |
| 2019 | SXSW Festival de cine                                       | SXSW Gran Premio del Jurado - Película de Animación        | Nominadominada |
| 2019 | Festival Internacional del cortometraje de Clermont-Ferrand | Gran Prix - Competición Nacional                           | Nominado       |
| 2019 | Champs-Élysées Film Festival                                | Premio del jurado - Competición Nacional                   | Nominado       |
| 2019 | Animafest Zagreb                                            | Gran Competicion de Cortometraje                           | Nominado       |
| 2019 | Animator Festival de cine Animado internacional             | Gran Premio del Jurado                                     | Ganador        |
| 2019 | PÖFF Black Nights                                           | Competición Internacional de Animación                     | Nominado       |
| 2019 | KROK Festival Internacional de Películas de Animación       | Mejor pelicula en la competition de films de 10-50 minutos | Ganador        |
| 2019 | GLAS Festival de animación                                  | Competición oficial                                        | Nominado       |
| 2020 | Annie Awards                                                | Mejor Argumento de un Cortometraje de Animación            | Nominado       |
| 2020 | Premios César                                               | Mejor Cortometraje de Animación                            | Nominado       |